# Idiocera (Idiocera) punctipennis
Idiocera (Idiocera) punctipennis is een tweevleugelige uit de familie steltmuggen (Limoniidae). De soort komt voor in het Oriëntaals en Australaziatisch gebied.